# IPrint
Novell iPrint ist ein Online-Dienst von Novell, der es Benutzern einer Open-Enterprise-Server-Infrastruktur ermöglicht, von überall aus über das Internet auf jedem Drucker zu drucken.

## Erläuterung
Einzige Voraussetzung ist ein Webbrowser, der die verfügbaren Drucker anzeigt. Über die im Browser angezeigte Internetseite kann man den gewünschten Drucker auswählen und die Gerätetreiber wie auch der iPrint Client werden automatisch heruntergeladen, installiert und konfiguriert (Kontext, Adresse etc.). So können Administrations-, aber auch Kommunikationskosten gespart werden, wie z. B. Fax-Verbindungen etc.
Obwohl iPrint an NDPS gebunden ist, ist kein Novell Client notwendig, sondern lediglich ein iPrint Client.

## Auf IPP basierend
iPrint basiert auf dem Internet Printing Protocol (IPP) – ein Industriestandard, der die Komplexität des Druckens über das Internet zu vereinfachen versucht.
Folgende Vorteile hat das IPP:
- Es benutzt das Internet-Protokoll
- Es unterstützt ein breites Netz an Anbietern
- Es funktioniert lokal, aber auch über das Internet
- Es unterstützt gesicherte Verbindungen (SSL, TLS)
- Es funktioniert auf den meisten gängigen Plattformen (Windows, NetWare, Macintosh, Linux, Unix etc.)

## Vorteile von iPrint
- Automatisches Herunterladen und Installieren von Drucker-Treibern
- Webbrowser-basiertes Druck-Interface
- Veränderbare Benutzeroberfläche (dadurch können z. B. etagenweise alle Drucker eines Unternehmens angezeigt werden, und Benutzer können einen Drucker aus ihrer Nähe installieren)
- Sicherer Datentransfer
- eDirectory-Einbindung für sicheres Drucken
- Active Directory Einbindung (iPrint Appliance)
- Druckertreiber freies Drucken (iPrint Advanced, iPrint Appliance)
- Mobil Printing (iPrint Advanced, iPrint Appliance)
- Walk up Printing mit optionaler 2Faktor Authentifizierung (iPrint Advanced, iPrint Appliance)
- Mail to print (iPrint Advanced, iPrint Appliance)

## Komponenten
iPrint besteht aus verschiedenen Komponenten, die zusammenarbeiten (vereinfachte Darstellung der wichtigsten Funktionen):
- Auf dem Host-Computer (Server):

iPrint Struktur

  - IPP Server: Der IPP Server ist das Netzwerk-Frontend von iPrint. Er nimmt Druckaufträge von Clients entgegen und leitet diese an den Print Manager weiter.
  - Print Manager: Pro iPrint-Host existiert ein Print Manager, der die Printer Agents (s. u.) verwaltet. Er nimmt Druckaufträge vom IPP Server entgegen und verteilt sie auf die Printer Agents. Er regelt auch die Zugriffsberechtigungen.
  - Printer Agent: Für jeden Drucker existiert ein Printer Agent, der diesen Drucker mit Druckaufträgen beliefert. Er kommuniziert mit dem Drucker über das iPrint Gateway.
  - iPrint Gateway: Das Gateway ist das Backend, das die verarbeiteten Druckaufträge an die Drucker weiterleitet.
  - Driver Store: Der Driver Store tritt nur bei der Installation eines Druckers an einem Client in Aktion, dann stellt er den entsprechenden Treiber zur Verfügung, so dass der Anwender sich nicht selbst um eine Installationsquelle kümmern muss.
- Auf dem Client-Computer sorgt der iPrint Client für die Kommunikation zwischen lokalem Betriebssystem/Software und dem Server.

iPrint braucht als Basis eine NDPS-Infrastruktur, hat aber zusätzlich zu NDPS noch eigene zusätzliche Komponenten:
- Diverse Browser Plug-ins, da kein Novell Client nötig ist.
- Ippsrvr.nlm – der Dienst, der auf dem Server läuft
- Webseiten – Um den iPrint Client und die Drucker zu installieren und auch um Druckaufträge anzuschauen und zu verwalten.
- MapDesigner um iPrint Maps mit den Druckern zu gestalten.